# 利蒙擬四眼鱂
利蒙擬四眼鱂，為輻鰭魚綱鯉齒目鰕鱂亞目溪鱂科的其中一種，為熱帶淡水魚，分布於南美洲厄瓜多、哥倫比亞及巴西淡水流域，體長可達7.5公分，棲息在底中層水域，生活習性不明。

## 擴展閱讀
維基物種上的相關：利蒙擬四眼鱂